# Reinhold Rüegg
Reinhold Rüegg (geboren am 12. August 1842 in Wila; gestorben am 11. Juli 1923 in Zürich) war ein Schweizer Pädagoge, Journalist und Mitglied des Zürcher Verfassungsrats.

## Leben
Reinhold Rüegg war der Sohn des Lehrers Johann Heinrich Rüegg und von Elisabet Rüegg, geb. Rupper. Rüegg heiratete 1863 Juliane Baumann. Von 1858 bis 1861 studierte er am Lehrerseminar Küsnacht. Von 1861 bis 1869 war er als Primar- und Sekundarlehrer in Bäretswil, Langnau am Albis und Turbenthal tätig. Gleichzeitig studierte er von 1863 bis 1865 an der Genfer Akademie. Gemeinsam mit Friedrich Salomon Vögelin kämpfte er 1867 für eine Revision der Zürcher Verfassung. 1868 und 1869 war er Mitglied des Zürcher Verfassungsrats. Von 1870 bis 1877 war Redakteur Des Landboten, Winterthur und ab 1873 des Grütlianers und als freier Journalist tätig. 1879 gründete er gemeinsam mit Theodor Curti die Züricher Post. Er war Mitarbeiter an der von Karl Kautsky redigierten theoretischen Zeitschrift der Sozialdemokratie Die Neue Zeit. Rüegg gehörte zum linken Flügel der Demokraten. Neben Leitartikeln verfasste er 1871 einen Bericht über die Pariser Kommune und ein Treffen mit Karl Marx. Rüegg verfasste zahlreiche Bücher und Aufsätze.
Sein Nachlass befindet sich in der Zentralbibliothek Zürich Signatur: Ms Z II 402&a-b, 403. Digitalisat. Einen bisher nicht gedruckten Brief von Friedrich Engels an Rüegg vom 20. August 1893 besitzt die Friedrich-Ebert-Stiftung.

## Veröffentlichungen
- Die Sage von der Gudrun. Die lieblichste Sage germanischen Alterthums für Jung und Alt erzählt. Senn, Zürich 1865.
- Das Schulwesen des Kantons Zürich. In: Zeitschrift für schweizerische Statistik, Nr. 7–9, Bern 1869.
- Plaudereien. Feuilletonistische Blätter. Bleuler-Hausheer und Co. (M. Kischke), Winterthur 1874.
- Hrsg.: Der Republikaner. Volkskalender auf das Jahr. 5 Bände. Volksbuchhandlung, Winterthur 1877–1881.
- Ein Brief Georg Büchner’s. In: Frankfurter Zeitung Nr. 15, Morgenblatt, 15. Januar 1878, S. 3.
- Die Sängerwoche. Plaudereien. Erinnerungsblätter an das eidgenössische Sängerfest in Zürich 1880. Verlags-Magazin, Zürich 1880.
- Hrsg.: Frei durch die Welt! Kalender der „Züricher Post“. 2 Bände. Züricher Post, Zürich 1882–1883.
- Blätter zur Feier des fünfzigjährigen Jubiläums des Zürcher Stadttheaters am 10. und 11. November 1884. Züricher Post, Zürich 1884.
- Aus Briefen an Johann Philipp Becker.
  - In: Die Neue Zeit. Revue des geistigen und öffentlichen Lebens. 6 (1888), Heft 10, S. 449–463 Digitalisat
  - In: Die Neue Zeit. Revue des geistigen und öffentlichen Lebens. 6 (1888), Heft 11, S. 505–518. Digitalisat
  - In: Die Neue Zeit. Revue des geistigen und öffentlichen Lebens. 6 (1888), Heft 12, S. 558–569. Digitalisat
- (Bearbeiter): Erinnerungen eines deutschen Achtundvierzigers. (Sigmund  Borkheim).
  - In: Die Neue Zeit. Revue des geistigen und öffentlichen Lebens. 8 (1890), Heft 3, S. 125–139. Digitalisat
  - In: Die Neue Zeit. Revue des geistigen und öffentlichen Lebens. 8 (1890), Heft 5, S. 204–222. Digitalisat
  - In: Die Neue Zeit. Revue des geistigen und öffentlichen Lebens. 8 (1890), Heft 6, S. 253–271. Digitalisat
  - In: Die Neue Zeit. Revue des geistigen und öffentlichen Lebens. 8 (1890), Heft 7, S. 305–325. Digitalisat
- Aus der Naturgeschichte der Edelsten und Besten. In: Die Neue Zeit. Revue des geistigen und öffentlichen Lebens.  9.1890-91, 1. Band (1891), Heft 3, S. 65–70. Digitalisat
- Zum „Jubiläum“ eines vergessenen Liedes.  In: Die Neue Zeit. Revue des geistigen und öffentlichen Lebens. 9.1890-91, 1. Band (1891), Heft 5, S. 149–152. Digitalisat
- Pariser Spaziergänge eines Hamburgers im Jahre 1796.In: Die Neue Zeit. Revue des geistigen und öffentlichen Lebens. 9.1890-91, 1. Band (1891), Heft 14, S. 453–459. Digitalisat
- Vom alten Kasseler Hofe.
  - In: Die Neue Zeit. Revue des geistigen und öffentlichen Lebens. 15.1896-97, 1. Band (1897), Heft 24, S. 764–768. Digitalisat 
  - In: Die Neue Zeit. Revue des geistigen und öffentlichen Lebens. 15.1896-97, 1. Band (1897), Heft 26, S. 829–832. Digitalisat
- Jakob Dubs. Aus seinem Tagebüchern und aus Briefen. In: Züricher Post, Zürich 1903, Nr. 3, 9, 15, 21, 27, 33, 39, 45.
- Zu einer Herwegh-Biografie. In: Die Neue Zeit. Revue des geistigen und öffentlichen Lebens.  22.1903–1904, 2. Band (1904), Heft 42, S. 492–496. Digitalisat
- Oscar Frei (Hrsg.): Reinhold Rüegg. Ausgewählte Feuilletons. 3 Bände. Buchdruckerei A. Stutz & Co, Wädenswil 1926–1928.
- Plaudereien. Feuilletons aus vier Jahrzehnten. Buchdruckerei A. Stutz & Co, Wädenswil 1928.